# George Davies Harley
Pour les articles homonymes, voir George Davies, Davies et Harley.
George Davies Harley (à l'origine George Davies), né en 1762 et mort le 28 novembre 1811 à Leicester, est un acteur de théâtre et poète anglais. 

## Biographie
George Davies Harley est, selon un rapport, un tailleur, et selon un autre, un commis de banque, puis un commis de loterie. Il reçoit des leçons de théâtre de John Henderson, et fait sa première apparition sur scène en tant que Richard III le 20 avril 1785 à Norwich.
Connu sous le nom de "Norwich Roscius", il est engagé par Thomas Harris pour le Covent Garden Theatre, où il joue sous le nom de Richard le 25 septembre 1789. Au cours de cette saison et des deux ou trois suivantes, il joue Shylock, Touchstone, King Lear et Macbeth, et interprète des personnages originaux dans des pièces de William Hayley et d'autres auteurs. Pour des raisons de carrière, il se retire dans les théâtres provinciaux, mais retourne à Covent Garden, où il reste quatre saisons. Il se rend ensuite une fois de plus en province, et joue avec succès dans la comédie à Bristol en 1796-1799, puis à Birmingham, Sheffield, Wolverhampton, et ailleurs. En 1802, il soutient Sarah Siddons dans sa visite d'adieu à Dublin.
George Davies Harley meurt le 28 novembre 1811 à Leicester.

## Œuvres
Les écrits de Harley sont les suivants:
- A Monody on the Death of Mr. John Henderson, late of Covent Garden Theatre, Norwich, 1787.
- Poems by George Davies Harley, of the Theatre Royal, Norwich. Imprimé pour l'auteur (sur souscription), 1796.
- Ballad Stories, Sonnets, vol. i. Bath, 1799.
- Holyhead Sonnets, Bath, 1800.
- An Authentic Biographical Sketch of the Life, Education, and Personal Character of William Henry West Betty, the Celebrated Young Roscius, Londres, 1802.
- The Fight off Trafalgar, un poème descriptif, Sheffield et Londres, 1806.

Sa monodie sur Henderson imite l'Elegy de Thomas Gray. Parmi ses poèmes, les plus longs sont To Night, et A Legacy of Love, à son fils de quatre ans, qu'il appelle George le second, son prédécesseur étant mort.